# Haynschlucht
Der Haynschlucht ist ein Berg in Namibia mit einer Höhe von 2067 m. Der Berg liegt in den Erosbergen rund 2 km östlich des Abendstein und 6 km östlich von Brakwater, Windhoek.